# Sergeya davidi
Sergeya davidi (лат.) — вид молевидных бабочек рода Sergeya из семейства Моли выемчатокрылые (Gelechiidae). Африка. Вид назван в честь Давида Ж. Л. Агассиса ( David J.L.Agassiz), известного специалиста по Microlepidoptera, который собрал типовую серию этого нового вида.

## Распространение
Афротропика: Кения.

## Описание
Мелкие молевидные бабочки, размах крыльев около 1 см (от 8,1 до 8,3 мм). Sergeya davidi узнаваем по бледному, желтовато-серому переднему крылу, равномерно смешанному с бурыми чешуйками, и бурым почти соединённым пятнам, образующим косую прерывистую линию от 2/3 косты почти до середины дорзума. У других видов Сергея передние крылья более контрастны и имеют светло-коричневый цвет. Гениталии самцов S. davidi похожи на гениталии S. harambee, поскольку у обоих базальная часть кукуллуса более узкая, чем дистальная, и широкая округлая мембранозная базальная доля гландидуктора. Но у S. davidi базальная часть гландидуктора такая же широкая, как дистальная часть кукуллуса; дистальный отросток гландидуктора одиночный и сильно склеротизован (у S. harambee базальная часть гландидуктора шире дистальной части кукуллуса; дистальный отросток гландидуктора имеет дополнительный узкий выступ и слабее склеротизован). Саккус у S. davidi шире, чем у последнего вида. Переднее крыло равномерно покрыто желтовато-белыми чешуйками с коричневой окантовкой, кроме середины и конца ячейки, рассеянное коричневое пятно на 2/3 костального края, крупное коричневое пятно в середине ячейки и меньшее коричневое пятно до середины спинного края, рассеянное коричневое торнальное пятно с чёрной точкой внутри на 3/4 спинного края, бахрома белая с коричневой окантовкой на вершине и серая на спинном крае; заднее крыло и бахрома светло-серые
Растения-хозяева и неполовозрелые стадии неизвестны. Взрослые особи были зарегистрированы в июле на высоте 800 м.